# Novohradenîțea, Rozdilna
Novohradenîțea (în ucraineană Новоградениця) este un sat în comuna Rozdilna din raionul Rozdilna, regiunea Odesa, Ucraina.

## Demografie
Componența lingvistică a localității Novohradenîțea
     Ucraineană (60,98%)
     Rusă (39,02%)
Conform recensământului din 2001, majoritatea populației localității Novohradenîțea era vorbitoare de ucraineană (60,98%), existând în minoritate și vorbitori de rusă (39,02%).